# Otto Finsch
Otto Friedrich Herman Finsch, född 8 augusti 1839 i Warmbrunn (idag en stadsdel i Jelenia Góra), död 31 januari 1917 i Braunschweig, var en tysk zoolog och etnograf.
Otto Finsch blev konservator 1898 och 1904 direktör för museet i Braunschweig. 1876 företog han forskningar i nordvästra Asien och sedermera också på flera av Söderhavets öar, särskilt Nya Guinea.